# Desmosoma neomana
Desmosoma neomana är en kräftdjursart som beskrevs av Menzies och George 1972. Desmosoma neomana ingår i släktet Desmosoma och familjen Desmosomatidae. Inga underarter finns listade i Catalogue of Life.